# Zimní stadion Benátky nad Jizerou
Zimní stadion Benátky nad Jizerou je sportovní stadion, který se nachází v Benátkách nad Jizerou. Své domácí zápasy zde hraje klub ledního hokeje HC Benátky nad Jizerou. Stadion byl vybudován v roce 1998, jeho kapacita je 200 sedících a 1 500 stojících diváků. Oficiálně je pojmenován Zimní stadion Města Benátky nad Jizerou.

## Historie
Lední hokej se v Benátkách nad Jizerou začal hrát v roce 1934 na řece Jizeře a zamrzlých tůních. V následujícím roce byla zřízena ledová plocha na letním cvičišti Sokola, kde byla roku 1938 pro hokejisty vybudována dřevěná šatna a mantinely. Od roku 1964 se hokej hrál v areálu městského stadionu, který oproti předchozímu sportovišti nabídl výbojkové osvětlení hrací plochy.
Zimní stadion s umělou ledovou plochou byl vybudován v roce 1998, kdy hrál klub HC Benátky nad Jizerou 2. hokejovou ligu. Sezónu 2007/2008 na něm kvůli rekonstrukci vlastního stadionu zahájil tehdy prvoligový BK Mladá Boleslav, který na konci této sezóny postoupil do hokejové extraligy. Postoupil rovněž benátecký klub, který tak od roku 2008 do roku 2022 sváděl na zdejším stadionu domácí prvoligové zápasy.